# Гвајана на Светском првенству у атлетици у дворани 2022.
Гвајана је учествовала на 18. Светском првенству у атлетици у дворани 2022. одржаном у Београду од 18. до 20. марта десети пут. Репрезентацију Гвајане представљала су 4 такмичара (2 мушкарца и 2 жене) који су се такмичили у 4 дисциплине (2 мушке и 2 женске).,
На овом првенству такмичари Гвајане нису освојили ниједну медаљу нити су остварили неки резултат.
У табели успешности према броју и пласману такмичара који су учествовали у финалним такмичењима (првих 8 такмичара) Гвајана је са 1 учесником у финалу делила 38. место са 4 бода.
| Плас. | Земља   | 1. место | 2. место | 3. место | 4. место | 5. место | 6. место | 7. место | 8. место | Бр. финал. | Бод. |
| ----- | ------- | -------- | -------- | -------- | -------- | -------- | -------- | -------- | -------- | ---------- | ---- |
| =38.  | Гвајана | 0        | 0        | 0        | 0        | 1        | 0        | 0        | 0        | 1          | 4    |

## Учесници
| Мушкарци: - Тревис Колинс — 60 м - Quamel Prince — 800 м | Жене: - Џасмин Абрамс — 60 м - Алија Абрамс — 400 м |

## Резултати

### Мушкарци
| Атлетичар     | Дисциплина | Лични рекорд | Квалификација | Квалификација | Полуфинале | Полуфинале | Финале                | Финале       | Детаљи |
| Атлетичар     | Дисциплина | Лични рекорд | Резултат      | Место         | Резултат   | Место      | Резултат              | Место        | Детаљи |
| ------------- | ---------- | ------------ | ------------- | ------------- | ---------- | ---------- | --------------------- | ------------ | ------ |
| Тревис Колинс | 60 м       | 6,61         | 6,66(.654) КВ | 1. у гр. 6    | 6,67(.668) | 1. у гр. 6 | Нису се квалификовали | 18 / 43 (50) |        |
| Quamel Prince | 800 м      | 1:45,58      | 1:55,85       | 1. у гр. 6    |            |            | Нису се квалификовали | 23 / 23 (24) |        |

### Жене
| Атлетичарка   | Дисциплина | Лични рекорд | Квалификација | Квалификација | Полуфинале            | Полуфинале            | Финале                | Финале       | Детаљи |
| Атлетичарка   | Дисциплина | Лични рекорд | Резултат      | Место         | Резултат              | Место                 | Резултат              | Место        | Детаљи |
| ------------- | ---------- | ------------ | ------------- | ------------- | --------------------- | --------------------- | --------------------- | ------------ | ------ |
| Џасмин Абрамс | 60 м       | 7,26         | 7,36          | 6. у гр. 2    | Није се квалификовала | Није се квалификовала | Није се квалификовала | 33 / 46 (47) |        |
| Алија Абрамс  | 400 м      | 51,13        | 52,34         | 2. у гр. 4    | 51,57 КВ, ЈАР, НР, ЛР | 3. у гр. 1            | 52,34                 | 5 / 28       |        |